# Простое товарищество
Простое товарищество (совместная деятельность) — это форма деятельности, осуществляемой лицами, которые обязуются совместно действовать без создания юридического лица для достижения определённой цели, не противоречащей закону.

## В римском праве
Договор о совместной деятельности происходит ещё из римского права, где он носил название societas (договор о совместной деятельности, или договор товарищества). Под ним понимался договор, согласно которому двое или несколько лиц объединялись для достижения какой-либо общей хозяйственной цели.
Societas был многосторонним договором. Он базировался на особом доверии товарищей друг к другу. Доверительный характер societas указывает на его происхождение — он возник на основе семейных или родственных связей.
Существовали такие виды договоров товариществ:
- societas totorum bonorum на основе которого создавалась общность всего имущества, настоящего и будущего, включая и случайные (ex fortuna) приобретения
- societas unius negotii (или unius rei), который предусматривал объединение для отдельного, единичного дела
- комбинированные варианты первых двух договоров

Особенным распространением пользовался societas quaestus — договор, по которому члены товарищества объединяют своё имущество, предназначенное для определённой промышленной деятельности, и все (как положительные, так и отрицательные) результаты этой деятельности (но не случайные поступления, lucrum ex fortuna).

## В России
Главой 55 Гражданского Кодекса России предусматривается возможность создания простого товарищества путём подписания договора о совместной деятельности двумя или несколькими лицами (товарищами), которые обязуются соединить свои вклады и совместно действовать без образования юридического лица для извлечения прибыли или достижения иной не противоречащей закону цели. Договором простого товарищества может быть предусмотрено, что его существование не раскрывается для третьих лиц (негласное товарищество).

## На Украине
Статья 1130 Гражданского Кодекса Украины предусматривает, что стороны (участники) заключают договор по которому они обязуются совместно действовать без создания юридического лица для достижения определённой цели, не противоречащей закону.
Совместная деятельность может осуществляться в следующих формах:
- с объединением вкладов участников (простое товарищество)
- без объединения вкладов участников

Для договора о совместной деятельности предусмотрена письменная форма заключения.
Условия договора о совместной деятельности, в том числе координация совместных действий участников или ведение их общих дел, правовой статус выделенного для совместной деятельности имущества, покрытие расходов и убытков участников, их участие в результатах совместных действий и другие условия определяются по договорённости сторон, если иное не установлено законом об отдельных видах совместной деятельности.
Отдельным видом совместной деятельности является осуществление такой деятельности в форме простого товарищества.
По договору простого товарищества стороны (участники) обязуются объединить свои вклады и совместно действовать с целью получения прибыли или достижения иной цели.
К основным преимуществам деятельности на основании договора о совместной деятельности можно отнести следующее:
- Не нужно регистрировать новое юридическое лицо. Простое товарищество таковым не является. Для реализации совместного проекта предприятиям достаточно подписать договор о совместной деятельности.
- При осуществлении совместной деятельности путём объединения вкладов, такие вклады становятся общей долевой собственностью их участников. То есть, все они становятся владельцами того имущества, которое было внесено в качестве вклада в общее дело. Поэтому вкладывая, например, деньги и / или деловые связи в строительство объекта на земельном участке, внесённого в качестве вклада другой стороной, лицо становится совладельцем этого земельного участка и имеет право пользоваться им на равных условиях, если иное не предусмотрено договором.
- Возможность внесения в качестве вклада в общее дело не только имущества, но и навыков, знаний, способностей и умений, деловых связей и репутации, информации и других видов вкладов, по которым будет достигнута договорённость между сторонами.
- Гибкость договора о простом товариществе как относительно правового режима имущества, внесённого как вклад, так и по управлению совместной деятельностью.
- Возможность относительно быстро и безболезненно прекратить совместную деятельность. Для этого достаточно разорвать договор о простом товариществе или, если договор бессрочный, отказаться от участия в нём, предупредив об этом за три месяца до даты выхода из договора. В случае прекращения договора вещи, переданные в общее владение и / или пользование, возвращаются участникам, которые их предоставили, а другое имущество (в частности, доходы от деятельности) делятся между участниками пропорционально стоимости их вклада.[2]